# Yannick van Harskamp
Yannick van Harskamp (ur. 2 kwietnia 1986 w Zwartsluis) – holenderski siatkarz, grający na pozycji rozgrywającego, od 2006 roku reprezentant kraju. W 2017 roku zakończył swoją reprezentacyjną karierę.

## Sukcesy klubowe
Puchar Holandii:
- 2007

Mistrzostwo Holandii:
- 2009
- 2007, 2008

Superpuchar Belgii:
- 2009, 2011

Puchar Belgii:
- 2010, 2012, 2014

Puchar CEV:
- 2010

Mistrzostwo Belgii:
- 2011, 2012
- 2010, 2014
- 2015

## Sukcesy reprezentacyjne
Liga Europejska:
- 2008

## Nagrody indywidualne
- 2008: Najlepszy rozgrywający Ligi Europejskiej